# Бетмен (филм из 2022)
Бетмен (енгл. The Batman) амерички је суперхеројски филм из 2022. Темељи се на истоименом лику DC Comics-а. Филм су продуцирали DC Films, 6th & Idaho и Dylan Clark Productions, а дистрибуирао га је Warner Bros. Pictures. Рибут је филмске франшизе Бетмен. Редитељ филма је Мет Ривс, по сценарију који је написао с Питером Крејгом. Роберт Патинсон глуми Бруса Вејна / Бетмена. Споредне улоге играју Зои Кравиц, Пол Дејно, Џефри Рајт, Џон Туртуро, Питер Сарсгард, Енди Серкис и Колин Фарел. Филм је смештен током друге године Бетменове борбе против криминала и прати га док истражује корупцију Готам Ситија и суочава се са Загонетачем, серијским убицом опседнутим загонеткама.
Након што је добио улогу Бетмена у филму Бетмен против Супермена: Зора праведника (2016), Бен Афлек је започео развој самосталног филма о Бетмену унутар DC-јевог проширеног универзума (DCЕУ), са Џефом Џоунсом и планирао је да буде редитељ, сценариста, продуцент и главни глумац, али се одустало од пројекта. Мет Ривс је преузео улогу редитеља и сценаристе следећег месеца и уредио је причу, прекинувши везу са DCЕУ. Настојао је да истражи Бетменову детективску страну више од претходних филмова, црпећи инспирацију из филмова и стрипова из 1970-их, као што су Бетмен: Година прва (1987) и Его (2000). Патинсон је у мају 2019. потписан за главну улогу, док су остали глумци најављени крајем 2019. године. Филм је сниман у Уједињеном Краљевству и Чикагу током јануара и марта 2021.
Премијера филма била је у Лондону 23. фебруара 2022. године, а у биоскопима је објављен 4. марта. Два пута је одложен од првобитног датума објављивања у јуну 2021. због пандемије ковида 19. Blitz Film & Video Distribucija је објавио филм у биоскопима у Србији 3. марта 2022. године. Филм је добио позитивне критике уз похвале за глумачке изведбе, акционе сцене и причу, иако су неки критиковали трајање. Намера је да се покрене заједнички универзум о Бетмену, са два планирана наставка и две спин-оф телевизијске серије за HBO Max.

## Радња
На Ноћ вештица, градоначелника Готама, Дона Мичела млађег, убио је човек који себе назива Загонетач. Повучени милијардер Брус Вејн, који већ две године ради као осветник познат као Бетмен, истражује овај случај заједно са полицијском управом Готама. Поручник Џејмс Гордон открива поруку коју је Загонетач оставио Бетмену. Загонетач убија комесара Пита Севиџа и оставља још једну поруку Бетмену.
Бетмен и Гордон откривају да је Загонетач оставио УСБ диск у Мичеловом аутомобилу са сликама Мичела са женом, Аником Кослов, у ноћном клубу „Ледени брег”, којим управља Пингвин, мафијашки поручник Кармајна Фалконеа. Док Пингвин тврди да не зна ништа о овој афери, Бетмен примећује да Селина Кајл, Аникина цимерка и пријатељица, ради у клубу као конобарица. Када Аника нестане, Бетмен шаље Селину назад у ноћни клуб по одговоре и открива да је Севиџ био на Фалконеовом платном списку, као и окружни тужилац Гил Колсон.
Загонетач отима Колсона, причвршћује му темпирану бомбу са крагном на врат и шаље га да прекине Мичелову сахрану. Када Бетмен стигне, Загонетач га зове преко Колсоновог телефона и прети да ће детонирати бомбу ако Колсон не одговори на три загонетке. Колсон одбија да одговори на трећу — име доушника који је полицији дао информације које су довеле до историјског хапшења трговаца дрогом које је окончало операције мафијаша Салватореа Маронија — и умире. Бетмен и Гордон закључују да је доушник можда Пингвин и прате га до посла са дрогом. Откривају да је Маронијева операција пребачена на Фалконеа, уз учешће многих корумпираних службеника полиције. Селина их нехотице разоткрива када стигне да украде новац и открива Аникин леш у гепеку аутомобила. После потере, Бетмен хвата Пингвина, али сазнаје да он није доушник.
Бетмен и Гордон прате Загонетачев траг до рушевина сиротишта које су финансирали Брусови убијени родитељи, Томас и Марта Вејн, где сазнају да је Загонетач љут на породицу Вејн. Брусов батлер и чувар, Алфред Пениворт, хоспитализован је након што је отворио писмо-бомбу упућену Брусу. Загонетач пушта доказе да је Томас, који се кандидовао за градоначелника пре него што је убијен, унајмио Фалконеа да убије новинара који је претио да ће открити детаље о Марти и историји менталних болести њене породице. Брус, који је одрастао верујући да је његов отац морално исправан, суочава се са Алфредом. Алфред тврди да је Томас само тражио од Фалконеа да запрети новинару у тишини; Томас је планирао да пријави себе и Фалконеа полицији када је сазнао да је Фалконе уместо тога убио новинара. Алфред верује да је Фалконе убио Томаса и Марту да би то спречио.
Селина открива Бетмену да је Фалконе заправо њен отац, који ју је занемаривао. Она планира да га убије након што је сазнала да је задавио Анику јер јој је Мичел рекао да је Фалконе доушник. Бетмен и Гордон стижу на време да је зауставе, али Загонетач убија Фалконеа док су га приводили. Загонетач је разоткривен као форензички рачуновођа Едвард Нештон и затворен је у државну болницу Аркам, где говори Бетмену да га је он инспирисао да убија корумпиране. Бетмен сазнаје да је Нештон поставио ауто-бомбе по Готаму и да је позвао своје онлајн пратиоце да убију новоизабрану градоначелницу Белу Реал.
Бомбе уништавају морски зид око Готама и преплављују град. Нештонови следбеници покушавају да убију Реалову, али их заустављају Бетмен и Селина. Након тога, Нештон се спријатељи са још једним затвореником, док Селина сматра да Готам није могуће спасити и одлази. Бетмен помаже у опоравку града и обећава да ће улити наду у Готам.

## Улоге
| Глумац          | Улога                     |
| --------------- | ------------------------- |
| Роберт Патинсон | Брус Вејн / Бетмен        |
| Зои Кравиц      | Селина Кајл / Жена-мачка  |
| Пол Дејно       | Едвард Нештон / Загонетач |
| Џефри Рајт      | Џејмс Гордон              |
| Џон Туртуро     | Кармајн Фалконе           |
| Питер Сарсгард  | Гил Колсон                |
| Енди Серкис     | Алфред Пениворт           |
| Колин Фарел     | Освалд Коблпот / Пингвин  |
| Џејми Лосон     | Бела Реал                 |